# Morris Warman
Morris Warman (Lengyelország, 1918. december 25. – New York, 2010. április 16.) amerikai fényképész, aki számos díjat nyert fenomenális fényképeivel, amelyek gyakran megjelentek a New York Herald Tribune címoldalán, ahol 1943-tól 1966-ig fotóriporterként dolgozott. Arról volt híres, hogy a riportfényképészetben a természetes fényt használta a vaku helyett, hogy művészi képeket készítsen a napi hírekről, eseményekről is. Warman széles körben ismert, az államférfiakról, illetve más hírességekről alkotott portréiról is.

## Élete
Warman Lengyelországban született, 1918 végén. Családja még gyerekkorában kivándorolt az Amerikai Egyesült Államokba, hogy elkerülje antiszemita üldöztetést. Manhattanbe érkeztek, majd Bayonne-ban telepedtek le, ahol apja az általa létrehozott fotóstúdióban dolgozott fél évszázadon át.
A fiatal Warman iskola után apjának segített, eközben fejlődött ki szenvedélye a képek iránt, és elhatározta, hogy a fotózás lesz élete hivatása. Első képét a Bayonne Times tízéves korában lehozta. A család a New Jersey-beli városban élt, s apja megtanította, hogyan kell kezelni a fényképezőgépet. Egyszer egy fantasztikus felvételt csinált egy kilakoltatott családról, a nagy gazdasági világválság idején. Miután elvégezte a bayonne-i középiskolát, New Yorkba költözött, ahol szabadúszó fotósként dolgozott, amíg be nem vonult az Egyesült Államok hadseregébe, 1942-ben. Miután kiderült, hogy kiváló fotós, a hadsereg a Signal Corpshoz vezényelte, hogy képeket készítsen a postai napilap számára, a marylandi Fort Meade-ben.

## Pályája
Miután leszerelt a katonaságtól, visszatért New Yorkba. Nagy hatással volt a New York Herald Tribune-ra, ahová felvették állandó fotósnak, és negyed évszázadig dolgozott ott, míg a bátyja Manny a Columbia Egyetem operatőre volt, közel négy évtizedig.
Az 1940-es években, az újságfotósok a nagyméretű Speed Graphic kamerákhoz villanófényt használtak, az elmosódottság megelőzésére, amit a gép mozgása okozott. Warman a lágy árnyalatú képeket preferálta a vakus felvételek éles kontrasztjával szemben. A környezeti fényt elsőként használta a kis, 35 mm-es fényképezőgépéhez, amit fixen tudott tartani az exponálás alatt. Ezzel a módszerrel olyan esztétikus képeket csinált, amilyeneket korábban ritkán lehetett látni napilapokban. Más fotósok is utánozták Warman technikáját.
Értékelve Warman tehetségét a portrék terén, a New York Herald Tribune felkérte, hogy fényképezze le a felszólalókat a New York-i Waldorf Astoriában megrendezett Éves Fórumon. A következő hírességeket kapta lencsevégre: Winston Churchill, David Ben Gurion, Dwight Eisenhower, Lyndon Johnson, Edith Piaf, Nelson Rockefeller, John F. Kennedy, Marian Anderson, Carl Sandburg, Robert Frost, William Faulkner, James Baldwin, Charles Atlas, Ernest Hemingway, Douglas MacArthur, Bertrand Russell, John Steinbeck , Ingrid Bergman. John Hay Whitney, az Egyesült Királyságba delegált nagykövet, akinek a leánytestvére, Joan Whitney Payson a New York Mets egyik tulajdonosaként dollármilliókat áldozott a baseballcsapatára. A portrék a fényképészeti kritikusok elismerését is kivívták.
Warman kedvenc díjnyertes képe az volt, amelyen fia, Ritchard szoborszerű profilját kapta le természetes fénnyel.
Kompozíciós kvalitásait jól példázza képe a rezesbandáról az 1964-es New York-i világkiállításon. A fényképen egy sor rézfúvós tölcsérrel képez hátteret a kiállításnak. Mint sok Warman-képet, ezt is számos lap közzétette.
1960 októberében néhány szép fotót készített Audrey Hepburnről a Álom luxuskivitelben (film) forgatásán.
Az 1960-as években fényképsorozatokat csinált a Beatlesről (pl. debütálásukat az Ed Sullivan Show-ban, 1964. február 9-én), vagy a Rolling Stones amerikai turnéjáról (pl. sajtótájékoztatójukat a Rainbow Roomban, N. Y. Cityben, 1969. november 27-én).
1973-ban Warman zenészeket hangszerükkel ábrázolt illusztrációként legjobb barátja, a zenetudós Herbert Kupferberg 'A Rainbow of Sound: The Instruments of the Orchestra and Their Music' című könyvéhez.
Warman a magánéletben éppoly közvetlen volt az emberekhez, mint a munkájában. Amikor egyszer észrevette, hogy egy részeg ember beesik a metróban a sínek közé, leugrott érte és kimentette.
Feleségével, a philadelphiai Dorothy Poplarral a New York-i Forest Hillsben éltek, 2010. április 16-án, 92 éves korában bekövetkezett haláláig. Azóta Ritchard fia kezeli fényképészeti örökségét.

## Díjak, elismerések
1959-ben megnyerte a New York-i Sajtófotósok Szövetsége versenyét, elnyerte a Society of Silurians először kiadott sajtófotós életműdíjat, a Players Clubban. A „Karsh of Queens", ahogy ő nevezte „szegecseléssel” készült fényképeket a világ vezetőiről, művészeiről, de kérdezzük őt örök kedvence, a fekete-fehér fotóról, amely sosem veszíti el „ütősségét”. „Az, ahogyan felvettem a (3 éves) fiamat Ricsit egy dupla sérvműtét után a Sínai Mountain kórházban...A világítás a kórházi szobában csodálatos volt aznap."
Az Újság című, 1986 könyvben a New York Herald Tribune-ról, Pulitzer-díjas író, Richard Kluger írta, hogy „Morris Warman a legjobb portréista az USA napi újságírásában... Az igazat mondtam. Munkáját igazolja, ahogy a galériákban országszerte megjelenik. Egy műsor, a "Hírességek portréi" volt látható, az utolsó világkiállításon, a Queens-ben, kollégái egyetértettek abban, akit úgy ismertek, mint a "vakumentes" Warmant, aki nem volt hajlandó használni a vakut a 4x5-ös Speed Graphicjához annak érdekében, hogy még drámaibb legyen a kép, mestere volt a művészi portréfotózásnak."
„Néhány évvel ezelőtt elmentem Warmannel egy manhattani galériába megtekinteni körülbelül két tucat fotóját az 1940 és 1960 közötti időszakból. Megállt az idő e mesternél; aki volt egykor, az még most is, egy nagy tehetség, egy jó barát.", amit Dennis Duggan, az egykori Newsday Pulitzer-díjas újságírója írt.

## Fordítás
- Ez a szócikk részben vagy egészben  a   Morris Warman című angol Wikipédia-szócikk ezen változatának fordításán alapul.  Az eredeti cikk szerkesztőit annak laptörténete sorolja fel. Ez a jelzés csupán a megfogalmazás eredetét és a szerzői jogokat jelzi, nem szolgál a cikkben szereplő információk forrásmegjelöléseként.